# Ya'acov Dorchin

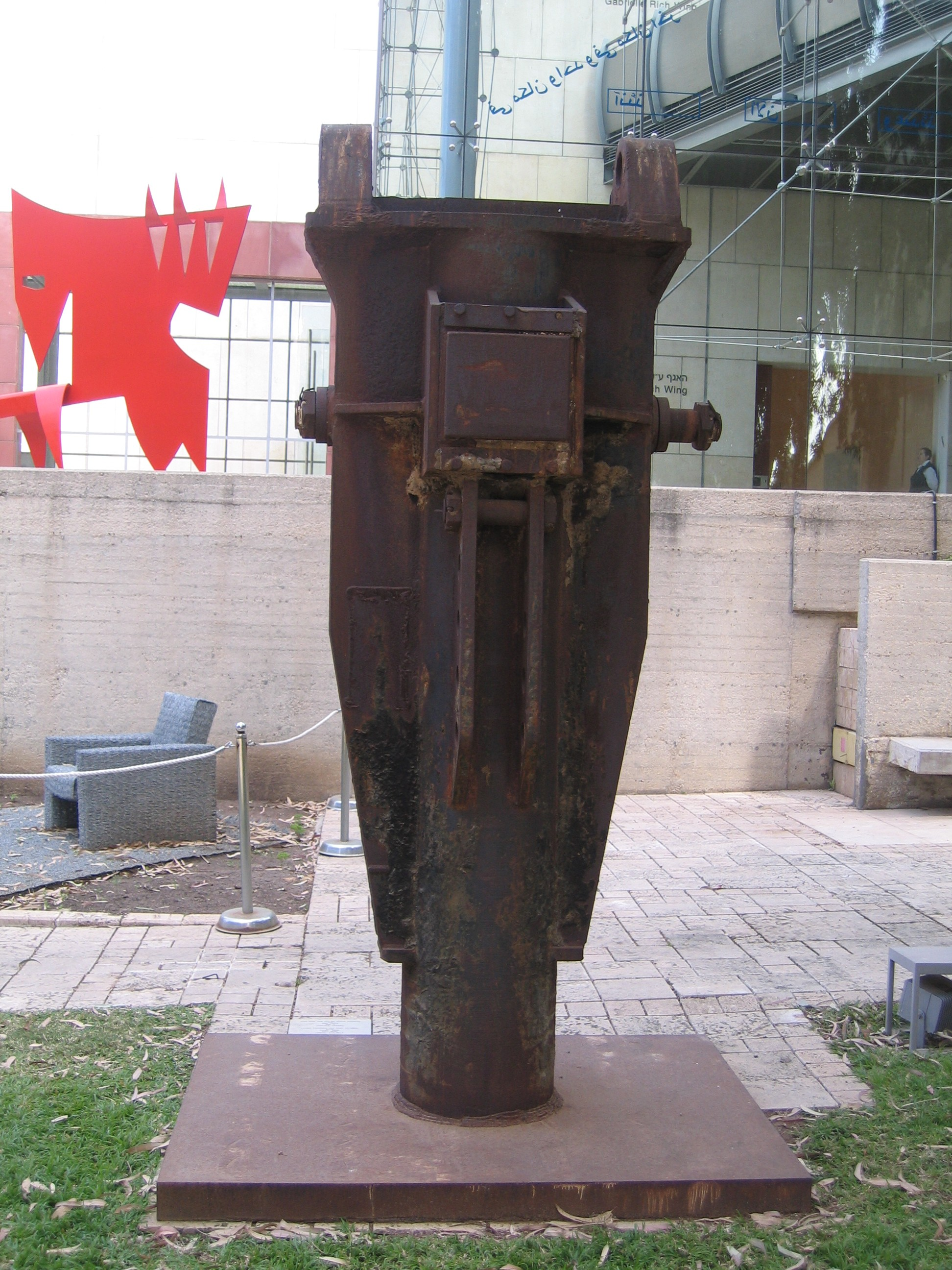
Angel, escultura de Ya'acov Dorchin, 1993, Museo de Arte de Tel Aviv, Tel Aviv, Israel

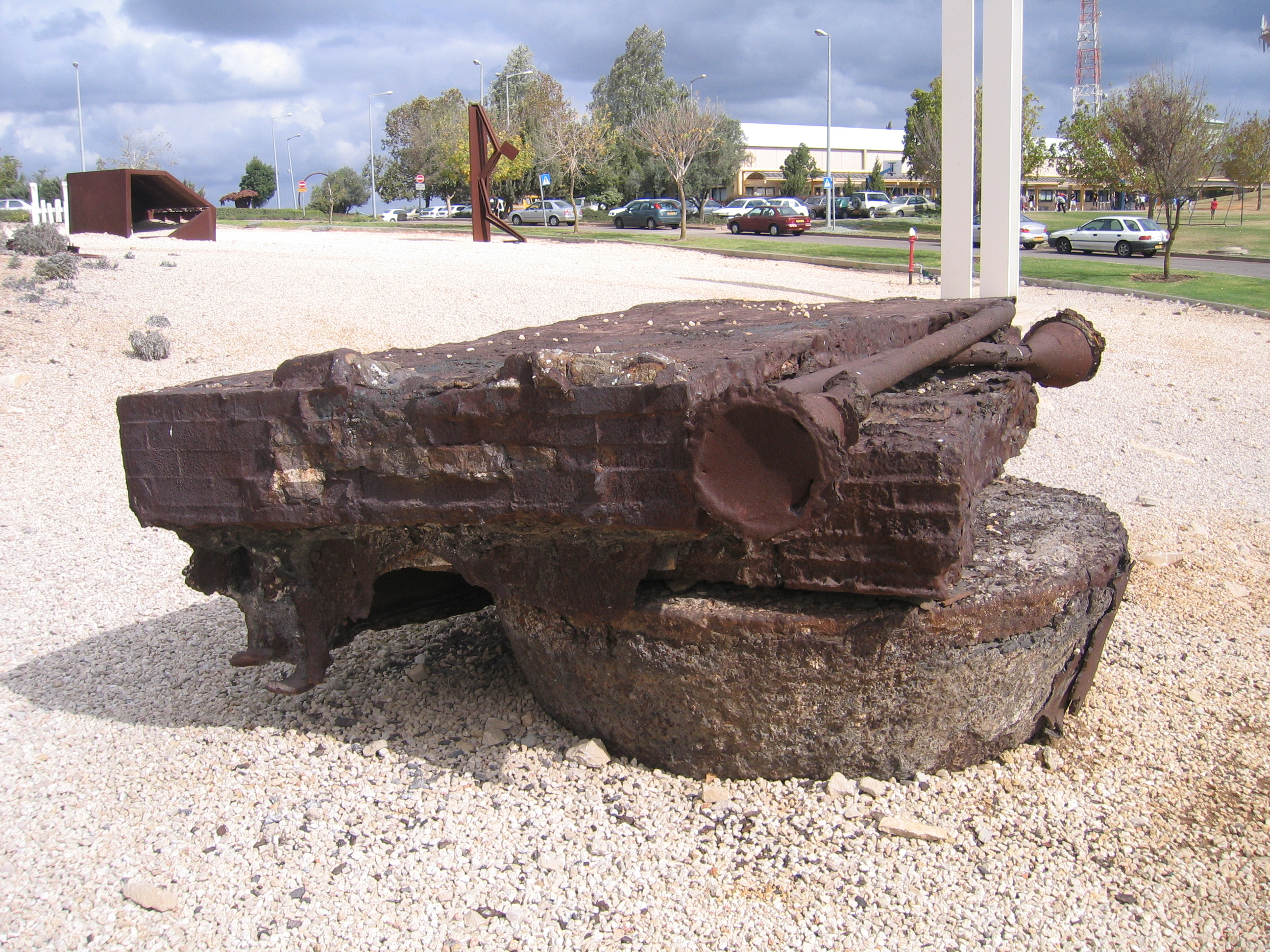
Tuba Merum, escultura de Ya'acov Dorchin, 1994, Jardín de Esculturas Tefen, Galilea

Ya'acov Dorchin (en hebreo: יעקב דורצ'ין‎; 12 de marzo de 1946), también conocido como Yaacov Dorchin, es un escultor y pintor israelí.

## Biografía
Dorchin nació en Haifa, en el Mandato británico de Palestina, en 1946. En 1967, se trasladó al kibutz Kfar HaHoresh.
En la década de 1980, Dorchin comenzó a crear esculturas de hierro. Ha impartido clases en la Universidad de Haifa desde 1991 y se desempeñó como director del Departamento de Arte de la universidad entre 1997 y 2001.
A partir de 2020, es el director artístico de la escuela de arte Basis, cargo que asumió en 2015.
En 1990 Dorchin expuso en el Pabellón de Israel en la Bienal de Venecia.

## Premios
- En 2004, Dorchin recibió el Premio EMET por las artes.[3]
- En 2011 recibió el Premio Israel de artes visuales.[4][5]